# 90ミニッツ
『90ミニッツ』（ナインティ・ミニッツ）は、三谷幸喜作・演出による日本の演劇作品。2011年12月、PARCO劇場で初演。
事故に逢った少年の輸血をめぐって、少年の父と外科医との葛藤を描いている。

## キャスト
- 男1（整形外科の医師）：西村雅彦
- 男2（少年の父）：近藤芳正